# Georg Bernhard Bilfinger
Georg Bernhard Bilfinger (Bad Cannstatt, 23 de janeiro de 1693 — Stuttgart, 18 de fevereiro de 1750) foi um filósofo, matemático e político alemão.
Filho de um pastor luterano, nasceu em Cannstatt, atualmente Bad Cannstatt e bairro de Stuttgart, então Ducado de Württemberg.
Ainda menino, Bilfinger mostrou grande aptidão para o estudo, e inicialmente devotou-sem por iniciativa própria à teologia, mas sob a influência das obras de Christian von Wolff começou a estudar matemática e filosofia nas linhas de Wolff e Gottfried Leibniz. Retornando à teologia, tentou conectá-la à filosofia no tratado Dilucidationes philosophicae, de deo, anima humana, mundo (Tübingen, 1725, 1746, 1768). Esta obra não contém nada de original mas apresenta uma clara representação da filosofia de Wolff. Conseguindo seu intento com grande sucesso, foi nomeado para o cargo de pregador no castelo de Tübingen e de leitor na escola de teologia.
Em 1721, após estudar dois anos com Wolff, tornou-se professor de filosofia em Halle an der Saale, tornando-se em 1724 professor de matemática. Seus amigos em Tübingen desaprovaram suas interpretações, e em 1725 foi convidado por Pedro I da Rússia para lecionar em São Petersburgo, onde foi bem recebido. Seu sucesso ao ganhar um prêmio de mil coroas, oferecido por uma dissertação sobre a causa da gravidade pela Académie des Sciences de Paris, assegurou-lhe o retorno à terra natal em 1731.
Em 1735, principalmente devido a seu conhecimento de engenharia militar, Carlos Alexandre de Württemberg (reinou 1733–1737) tornou-o um conselheiro privado, mas estava de mãos atadas, devido à atmosfera frívola da corte. Após a morte do duque, tornou-se membro do Conselho Regencial, e devotou-se com energia e sucesso à reorganização do estado. Nos departamentos de educação, religião estatal, agricultura e comércio, sua administração foi uniformemente positiva, e ele tornou-se assim, extra oficialmente, o chefe de estado.
Após seu retorno da Russia Imperial, foi tratado com muito respeito, e Frederico II da Prússia referindo-se a ele disse: "Ele foi um grande homem, a quem eu irei lembrar sempre com admiração."
Além do Dilucidationes, escreveu De harmonia animi et corporis humani commentatio (Frankfurt e Leipzig, 1735; Tübingen, 1741); De origine et permissione mali (1724).